# Kim Stephens
Kim Stephens es un deportista británico que compitió en vela en la clase Tornado. Ganó una medalla de oro en el Campeonato Europeo de Tornado de 1975.

## Palmarés internacional
| Campeonato Europeo | Campeonato Europeo | Campeonato Europeo | Campeonato Europeo |
| Año                | Lugar              | Medalla            | Clase              |
| ------------------ | ------------------ | ------------------ | ------------------ |
| 1975               | La Baule (Francia) | Medalla de oro     | Tornado            |